# Vaptsarov Peak
Vaptsarov Peak är en bergstopp i Antarktis. Den ligger i Sydshetlandsöarna. Argentina, Chile och Storbritannien gör anspråk på området. Toppen på Vaptsarov Peak är 204 meter över havet.
Terrängen runt Vaptsarov Peak är huvudsakligen kuperad, men åt sydväst är den bergig. Havet är nära Vaptsarov Peak åt nordost. Trakten är glest befolkad. Närmaste befolkade plats är Captain Arturo Prat base, 17,6 kilometer nordost om Vaptsarov Peak. 